# Polichnítos
Polichnítos är en ort i Grekland.   Den ligger i prefekturen Nomós Lésvou och regionen Nordegeiska öarna, i den östra delen av landet, 250 km nordost om huvudstaden Aten. Polichnítos ligger 94 meter över havet och antalet invånare är 2 667. Den ligger på ön Lesbos.
Terrängen runt Polichnítos är varierad. Havet är nära Polichnítos åt nordväst. Runt Polichnítos är det ganska glesbefolkat, med 38 invånare per kvadratkilometer. Närmaste större samhälle är Plomari, 19,7 km sydost om Polichnítos. == Kommentarer ==
1. ↑  Framräknat ur höjduppgifter (DEM 3") från Viewfinder Panoramas.[2] Mer om algoritmen finns här: Användare:Lsjbot/Algoritmer.
2. ↑  Framräknat ur variansen i alla höjduppgifter (DEM 3") från Viewfinder Panoramas, inom 10 km radie.[2] Mer om algoritmen finns här: Användare:Lsjbot/Algoritmer.